# Hypobythius moseleyi
Hypobythius moseleyi är en sjöpungsart som beskrevs av William Abbott Herdman 1882. Hypobythius moseleyi ingår i släktet Hypobythius och familjen Hypobythiidae. Inga underarter finns listade i Catalogue of Life.